# Здание Санкт-Петербургского городского кредитного общества
Здание Санкт-Петербургского городского кредитного общества — памятник архитектуры последней четверти XIX века, построенный в 1876—1879 годах в стиле эклектики и располагающийся в Санкт-Петербурге по адресу площадь Островского, 7. Площадь трёхэтажного здания составляет 3,483 тыс. кв. м, включая подвал.

## Проект здания и его специфика
Проект здания городского кредитного общества для Петербурга разработал в 1876 году архитектор В. А. Шрётер при содействии архитекторов Э. Ф Крюгера и Э. Г. Юргенса. Хотя тип этой постройки иногда относят к банковским зданиям, на самом деле её проект не удовлетворяет базовым требованиям, предъявляемым к банкам, осуществляющим работу с физическими лицами и хозяйствующими (предпринимательскими) субъектами. Прежде всего, на первом этаже здания нет операционного зала, необходимого для полноценного расчётно-кассового обслуживания клиентуры. В здании на площади Островского также нет важнейших вспомогательных помещений, не видимых глазу обычного посетителя, в том числе хранилищ и помещений для инкассации, пересчёта и хранения больших объёмов банкнот и монет. Причина в том, что в ряду трёх категорий финансовых учреждений Российской империи, определяемых правилами от 31 мая (12 июня) 1872 года, городские кредитные общества относились ко второй категории:
1. Кредитные установления, принимающие вклады и производящие краткосрочные ссудные и комиссионные операции
2. Кредитные установления, выдающие долгосрочные ссуды, но не принимающие вкладов
3. Акционерные общества для заклада движимых имуществ, выдающие краткосрочные ссуды, но не принимающие вкладов

которой не разрешалось принимать вклады.
Соответственно, основными рутинными функциями кредитного общества являлась организация эмиссий облигаций, перевод мобилизованных таким образом средств получателям ссуд, приём взносов в их погашение, а также проведение регулярных заседаний высшего органа управления — общих собраний лиц, получивших ссуды. В этих обстоятельствах центральным функциональным элементом проектов зданий кредитных обществ был огромный зал общих собраний облигационеров. В Петербурге его площадь составляла около 1000 кв. м, и располагался он на верхнем этаже.

## История

### 1861—1979
Первые полтора десятилетия общество арендовало для себя помещение на Большой Конюшенной улице. В конце 1875 года, после приобретения участка на Александринской площади, общество объявило конкурс на проект собственного здания. В жюри вошли четыре представителя Общества архитекторов (А. И. Резанов, Н. Л. Бенуа, К. К. Рахау, Д. И. Гримм) и восемь членов правления кредитного общества (Р. Б. Бернгард, И. И. Глазунов, Я. И. Григорьев, П. В. Зверков, И. И. Климов, Н. А. Кушинников, Л. Я. Рудановский, В. И. Трофимов).

### 1879—1919
Шикарные интерьеры и местоположение рядом с крупнейшим Императорским театром города (Александринским), а также Императорской Публичной библиотекой предопределили использование зала общих собраний Петербургского городского кредитного общества для концертов, литературных чтений и благотворительных вечеров. Гранитная мемориальная доска, установленная на здании в рамках проекта «Каменная летопись Санкт-Петербурга», гласит:

…Зал общих собраний Санкт-Петербургского городского кредитного общества с осени 1880 использовался для концертов, литературных чтений, благотворительных вечеров. Здесь проходили выступления квартета Русского музыкального общества с участием скрипача и дирижёра Л. С. Ауэра, первый концерт кружка любителей игры на балалайке под управлением В. В. Андреева. В день лицейской годовщины 19 октября 1880 в чтениях Литературного фонда участвовали Я. К. Грот, П. И. Вейнер, Д. В. Григорович, Ф. М. Достоевский. В 1895 состоялось первое литературное выступление И. А. Бунина. …— Здание городского кредитного общества
30 января (11 февраля) 1885 года в 21:16 по телефону было сообщено о возгорании в здании Городского кредитного общества. Огонь охватил хоры концертного зала и перейдя на потолок, быстро распространился на чердак, угрожая перекинуться оттуда на соседние здания и надворные флигели.

Пожар 1885 года в здании Общества

По прибытии пожарные выяснили, что проект здания не предусматривал лестниц, ведущих на чердак. Потолок концертного зала был подвесным, крепился только к стропилам крыши и угрожал рухнуть в любой момент — что вскоре и произошло. Ввиду этих затруднений пожарным пришлось гасить огонь с крыш соседних зданий, надворного флигеля и с приставных пожарных лестниц. Через час после начала пожара остатки подвесного потолка вместе с горящей крышей обрушились вовнутрь концертного зала, завалив его на половину высоты (7-10 метров). При этом пострадало трое пожарных Коломенской части: Франц Подаревский погиб, а Кондратий Бусько и Василий Копалин получили травмы. Внутри концертного зала образовался пылающий костёр; его пламя

…било во все окна и подымалось выше стен. Масса огня была так велика, что не поддавалась соединённому действию ручных пожарных труб, вызванных по № 4, и рукавов пожарных машин, привинченных к стендерам городских пожарных кранов
В этих условиях было решено сосредоточить усилия на защиту от огня боковых помещений, а также нижнего этажа, куда огонь уже начал проникать через люки двух винтовых металлических лестниц. Битва с огнём продолжалась всю ночь. Опасность дальнейшего распространения пожара удалось предотвратить только после 12 часов беспрерывной работы, к 9 часам утра следующего дня. Окончательно же пожар был потушен только через сутки после возгорания, в 9 часов вечера.
В первый час борьбы с огнём свидетелем пожара и обрушения крыши оказался император Александр III (здание Кредитного общества обращено к служебному (артистическому) подъезду Александринского театра). От имени императора пострадавший пожарный Кондратий Бусько был пожалован 50 рублями. Другой пострадавший, Василий Копалин, получил аналогичную сумму от имени великого князя Михаила Михайловича. О выплатах семье погибшего пожарного от августейшей семьи в рапорте градоначальника не сообщено. Для вознаграждения других членов пожарных команд Городское кредитное общество выделило, по представленному ему списку, 487 рублей.

### 1919—2011
На основании декрета СНК РСФСР «О ликвидации городских и губернских кредитных обществ» от 17 мая 1919 года Петроградское городское кредитное общество прекратило существование. Ликвидация общества была завершена в июне 1919 года, после чего принадлежавшее ему здание перешло в общенародную социалистическую собственность под управлением города. Архив дел по обследованию и оценке нескольких тысяч городских зданий и построек, принимавшихся в залог на протяжении 58 лет, перешёл в ведение вновь созданного Петроградского губернского отдела коммунального хозяйства, который и разместился в помещениях ликвидированного кредитного общества.
В 1946 году возобновляет свою гражданскую деятельность «Строительство № 5 НКПС», организованное 21 января 1941 года приказом Народного комиссара путей сообщения Л. М. Кагановича за № 27 для строительства ленинградского метрополитена, и созданное на основе этого учреждения Управление Ленметростроя размещается в здании на площади Островского.
В 1993 году в контексте кампании по передаче бывших банковских зданий дореволюционного Петрограда вновь создаваемым коммерческим банкам, инициированной мэрией Петербурга, АО "Банк «Санкт-Петербург» получил здание на правах долгосрочной аренды сроком до 27 апреля 2043 года под банковские цели с условием выполнения охранных обязательств. Годовая ставка арендной платы за квадратный метр была определена в 11.620 рублей. Сумма арендной платы, уплаченной банком городу в 2009 году, составила 42.486.000 рублей. Тем не менее, весь объект площадью 3483  м² (включая подвал), оставался в собственности Санкт-Петербурга до 2011 года.

### 2011: приватизация банком «Санкт-Петербург» здания из городской собственности
9 сентября 2011 года в «Вестнике Фонда имущества Санкт-Петербурга» было опубликовано извещение о том, что на торгах, состоявшихся 31 августа, под занавес правления экс-губернатора Валентины Матвиенко банк «Санкт-Петербург», в котором 4,12 % голосующих акций банка принадлежат Сергею Матвиенко, выкупил у города особняк по стартовой цене 180 млн рублей. Вопреки правилам, объявление об этих торгах, которое Фонд имущества был должен опубликовать не менее, чем за месяц до аукциона, в печати не появилось. Вместо этого на сайте Фонда имущества 29 июля появилась лишь информация в разделе «Новости» о выходе очередного номера «Вестника» с торгами на 31 августа. Помимо покупателя, объявленного по окончании торгов, на лот претендовал только один участник — некое ООО «Гелиос», номера телефонов которого, указанные в базе ЕГРЮЛ, оказались несуществующими.